# Neuer Weg (Bayreuth)

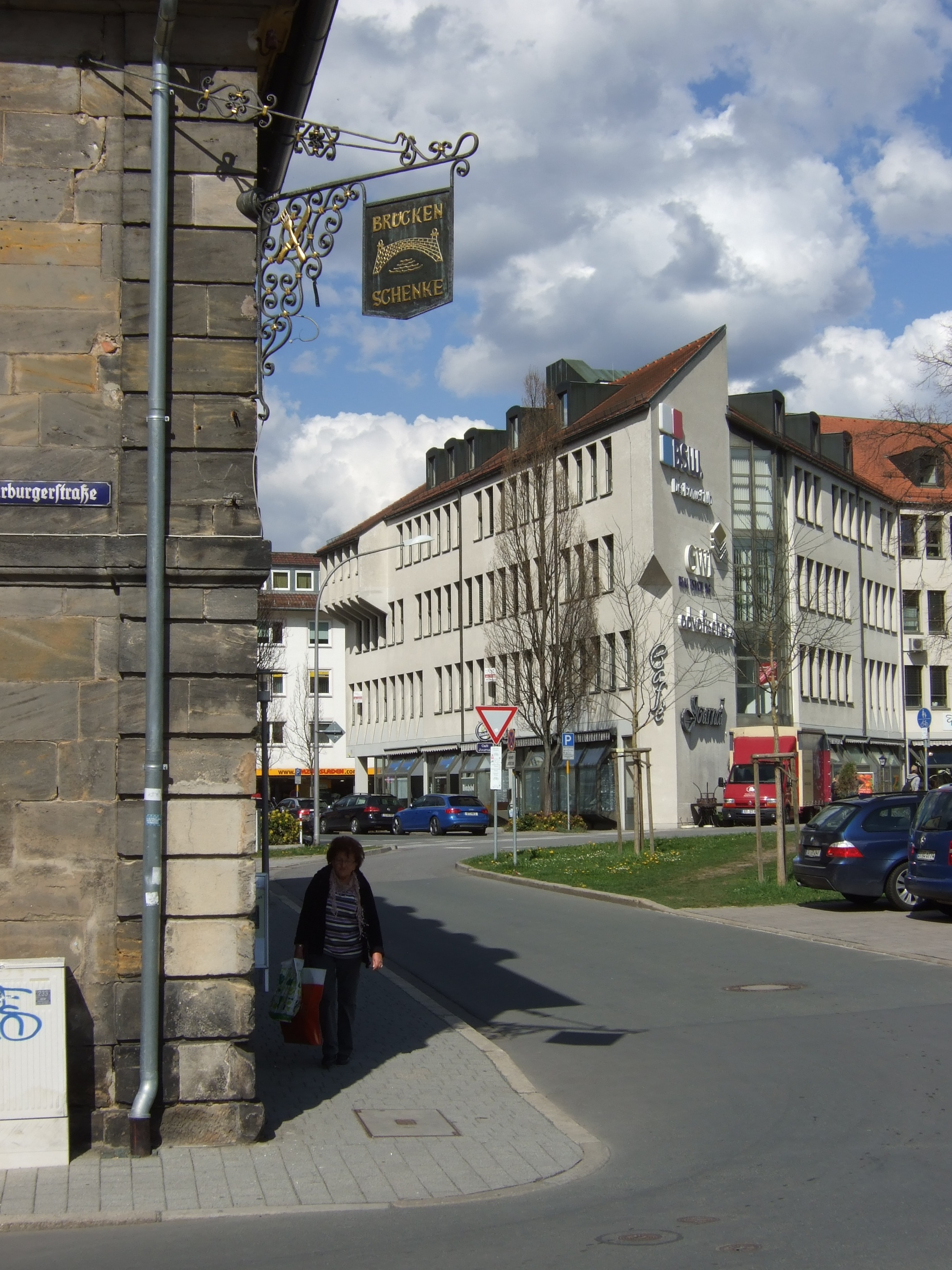
Alt und neu am Neuen Weg

Neuer Weg ist die historische Bezeichnung für die einstige Erweiterung der Stadt Bayreuth nördlich des Roten Mains.

## Name

Neuer Weg auf einem Stadtplan von 1854

Der Name geht auf eine Straße zurück, die im Ersten Stadtbuch aus dem 15. Jahrhundert erwähnt wird: „Nach Christi gepurt tausend vierhundert und im vierundvirtzigsten jare ward der wegk gepflastert enhalb des Rotmayns am Neuenweg bey der zygelhutten“. Daraus entwickelte sich die bis ins 20. Jahrhundert gebräuchliche Bezeichnung des Stadtteils.

## Lage
Neuer Weg umfasste ursprünglich in etwa das Gebiet zwischen dem Fluss, der Friedrich-Puchta-Straße, der Carl-Schüller-Straße und der Bahnhofstraße. In diesem Artikel werden auch die angrenzenden Bereiche Bahnhofsviertel, Spinnereiviertel und das Gebiet um den Wilhelmsplatz behandelt.

## Geschichte und Beschreibung

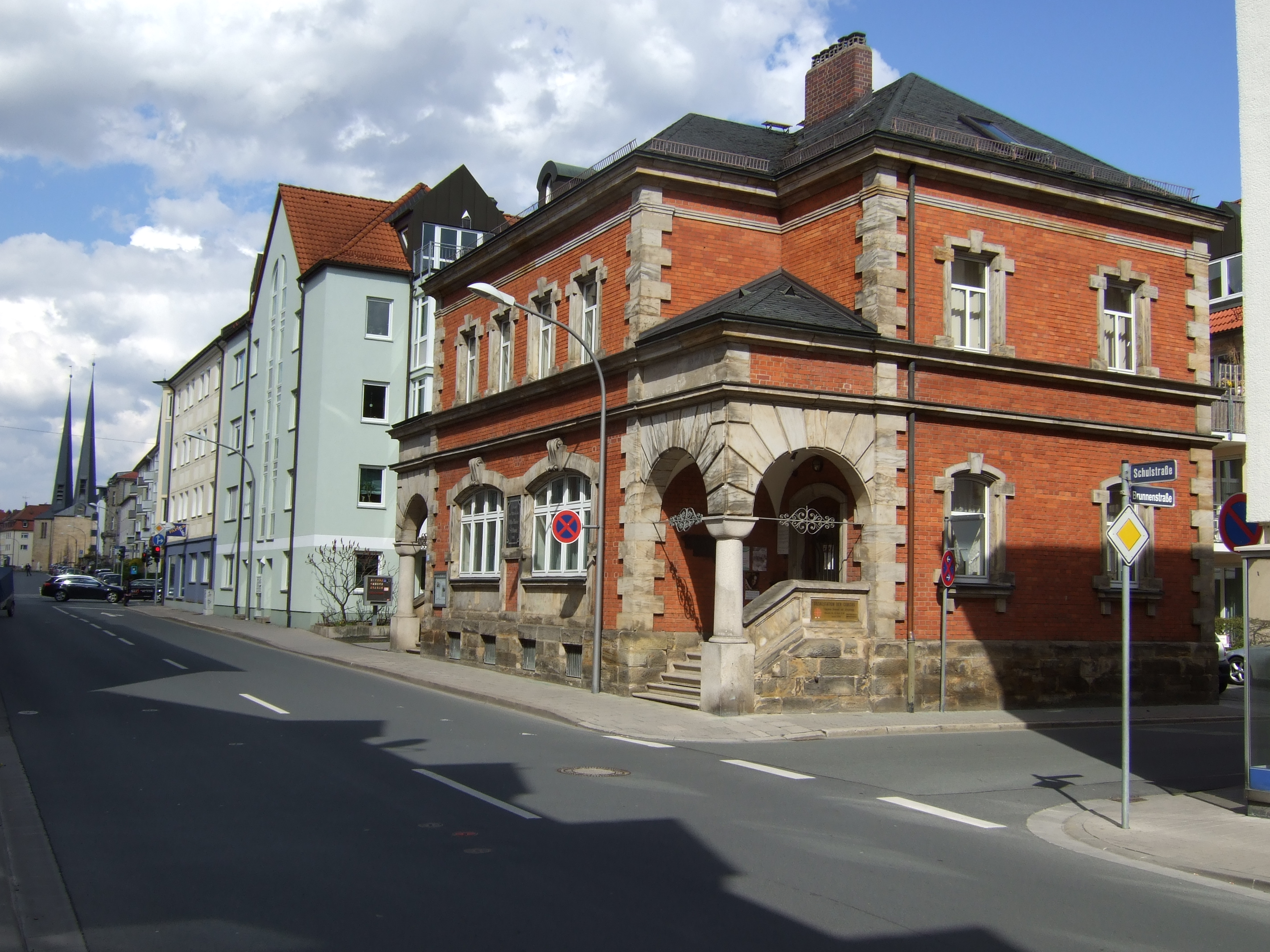
Schulstraße 26, ehemalige Wärmestube und Offenes Jugendzentrum, im Hintergrund die Christuskirche am Wilhelmsplatz

Die Vorstadt Neuer Weg entstand vermutlich im 14. Jahrhundert. Sie bot insbesondere für arme und sozial schwache Bevölkerungsgruppen Lebensraum. Die Bausubstanz war entsprechend wenig spektakulär. Der Bau der nahen Spinnereien brachte in der zweiten Hälfte des 19. Jahrhunderts viele Fabrikarbeiter in das Viertel. Jahrzehntelang wies es eine starke Quartiersidentität auf. Der gesellige Verein „Neia Wecha Gma“ (Neuer Weger Gemeinde) richtete alljährlich das „Neia-Wecha-Kerwa“ genannte Volksfest aus.
Einer der bekanntesten Einwohner war der 1661 geborene Johann Söllner. Dem aus Schwarzach bei Kulmbach stammenden Sohn eines Schneiders wurde nachgesagt, er habe 1683 als Bäckergeselle bei der Belagerung Wiens die Minierarbeit des Feinds wahrgenommen und so die Stadt vor der Eroberung durch die Türken bewahrt. 1693 ließ er sich zunächst im Bayreuther Stadtteil Kreuz nieder und erwarb 1698 den Vorläufer des heutigen Anwesens Bahnhofstraße 13. Dort betrieb er 18 Jahre lang eine Schankwirtschaft und ließ zur Lagerung des Biers einen großen Felsenkeller anlegen. Er starb 1716 als wohlhabender Mann, dessen Erben ihm auf dem Friedhof Sankt Georgen ein Grabdenkmal errichten ließen, das ihn überlebensgroß als Halbrelief zeigt.

Hochwasser in der Mittelstraße, Februar 1909

Regulierung des Roten Mains, rechts hinter der Ludwigsbrücke Häuser auf der ehemaligen Herrenwiese, um 1915

Schulstraße um 1907

Soldatenräte auf der Schulstraßenbrücke, November 1918

In der Flussaue gelegen war der Neue Weg stets hochwassergefährdet. Aus dem Jahr 1845 ist der Pegelhöchststand des 19. Jahrhunderts überliefert. In der Gründerzeit nach 1875 wurde die „Herrenwiese“ südlich des Roten Mains bebaut, wodurch sie als natürliche Flutmulde verlorenging. Im Februar 1909 trat das befürchtete Jahrhunderthochwasser ein. Am Vormittag des 4. Februar trat der Fluss über seine Ufer, und innerhalb weniger Stunden spitzte sich die Lage dramatisch zu. In einer Krisensitzung beschloss der Magistrat tags darauf weitreichende Hilfsmaßnahmen, darunter unentgeltliches Verteilen von Brennmaterial und die Unterbringung Betroffener in Gasthäusern. Beim Höchststand am 6. Februar standen die Häuser am Roten Main bis zu 2,7 Meter unter Wasser. Mehr als hundert Meter der Flussböschung wurden von den Fluten mitgerissen.
Die Flutkatastrophen von 1907 und 1909 waren der Anlass für die zwischen 1913 und 1916 erfolgte Mainregulierung. Das Flussbett wurde verbreitert und kanalisiert. Mit dem Bau des Stadtkernrings verschwand es 1968/69 teilweise unter einer Betondecke, wobei die an der Stelle der Neuen Kasernbrücke 1904/05 erbaute Ludwigsbrücke abgerissen wurde.
Im Jahr 1900 wurde in Bayreuth das erste Automobil erworben und eine Fahrerlaubnis erteilt. Bis 1910 blieb die Zahl der gemeldeten Personenkraftwagen knapp über dem einstelligen Bereich, dazu kamen jedoch zunehmend Lastkraftwagen. Bereits 1911 musste sich der Stadtmagistrat daher mit Anwohnerprotesten aus dem Neuen Weg befassen, die über Lärm- und Geruchsbelästigung durch Spinnerei-Lastautos klagten. Bis weit nach dem Zweiten Weltkrieg wurde die Bayreuther Einkaufswelt von einer Vielzahl kleiner Geschäfte („Bembalaslädla“) geprägt. Allein im Neuen Weg gab es mehr als hundert solcher Läden.
Beim ersten Luftangriff auf die Stadt am 5. April 1945 war das Gebiet Ziel der US-amerikanischen Bombenabwürfe. Besonders der Bereich um den Wilhelmsplatz wurde im Zuge von zwei Angriffswellen um 10.30 und 11.30 Uhr stark zerstört, sieben Feuerwehrmänner kamen dort im Einsatz ums Leben. Auch in der Goethestraße, der Friedrich-von-Schiller-Straße und der Nibelungenstraße wurden ganze Häuserzeilen vernichtet, ebenso das erste Bahnhofsgebäude aus den 1850er Jahren. Später wurden Blindgänger gefunden, so im August 1996 eine Fünf-Zentner-Bombe amerikanischer Bauart in der Friedrich-Puchta-Straße. Eines der wenigen vom Bombenkrieg verschonten Häuser auf der Nordseite der Mainstraße mit der Gaststätte Frühhaber (seit 1989 Jazzkneipe „Podium“) wurde 2012 abgerissen.
1970 verschwand mit dem alten Eckhaus zur Mainstraße das Haus Schulstraße 12 (Sattlerei Walter). Die Häuser zwischen der Mainstraße und dem Roten Main wurden ebenfalls in den 1970er Jahren abgebrochen. Das Kino Kammer-Lichtspiele existierte, in seinen letzten 20 Jahren als „Kino-Center“, von 1925 bis 1997 in der Schulstraße 15. Den Abriss des im Neuen Weg gelegenen letzten Bauernhauses der Stadt genehmigte der Stadtrat im März 1992 ohne Gegenstimme.
Das Haus Schulstraße 26 war eine Stiftung des Fabrikanten Otto Rose. Es wurde 1901 als Wärmestube mit getrennten Räumen für Männer und Frauen errichtet und als solche bis Anfang der 1920er Jahre genutzt. Am 15. Oktober jenes Jahres wurde in dem Gebäude zudem das erste Bayreuther Arbeitsamt eingerichtet. Von 1974 bis 1982 beherbergte es das Offene Jugendzentrum, eine Einrichtung, die von den dort verkehrenden Jugendlichen in Selbstverwaltung geführt wurde.
Im Januar 1989 wurde auf einer freien Fläche zwischen dem betonierten Bett des Roten Mains und der Mainstraße ein mehrstöckiges Taubenhaus aufgestellt. Optisch eine Augenweide, wurde es von den angedachten Bewohnern jedoch nicht angenommen.

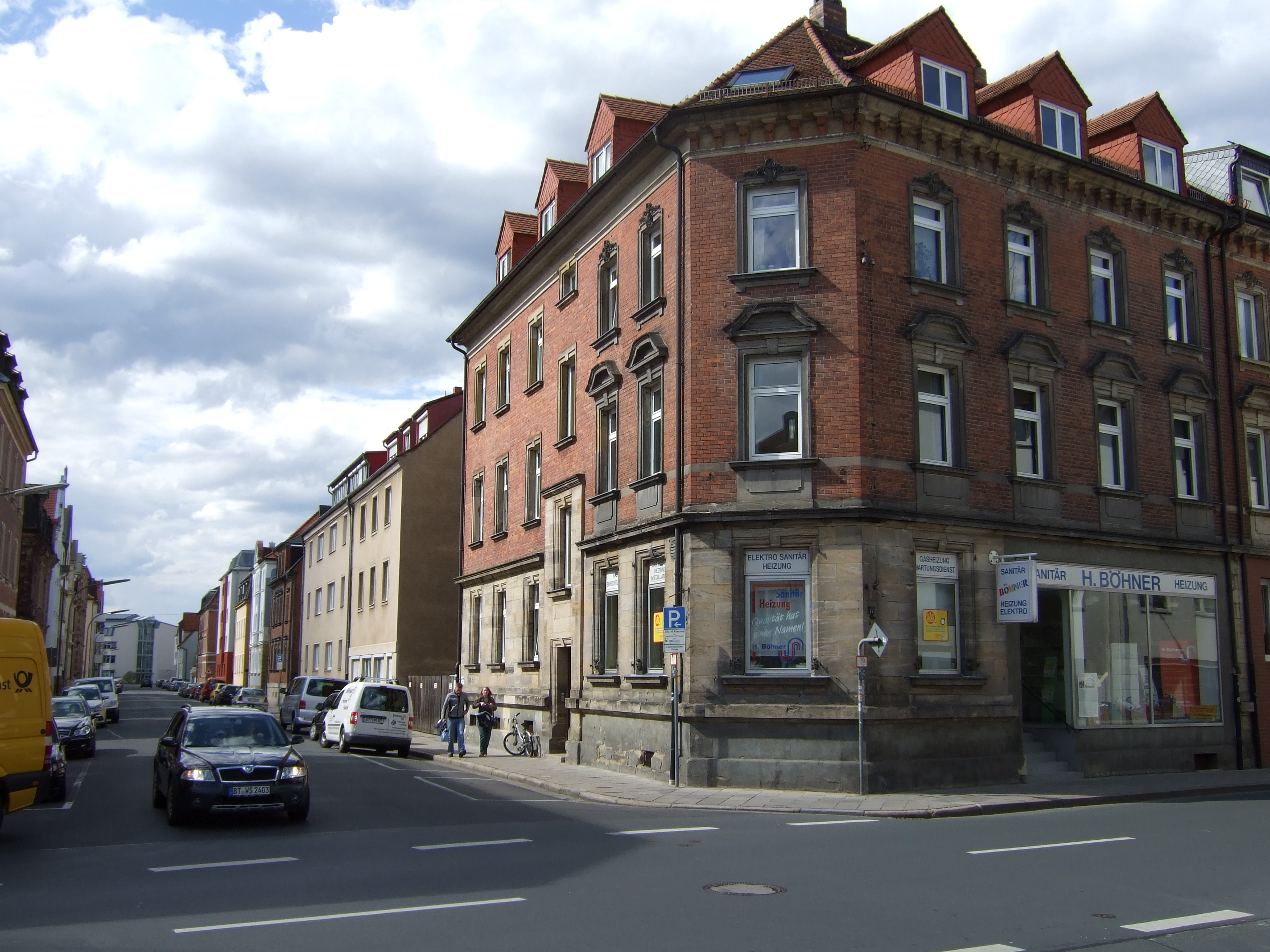
Wiesenstraße
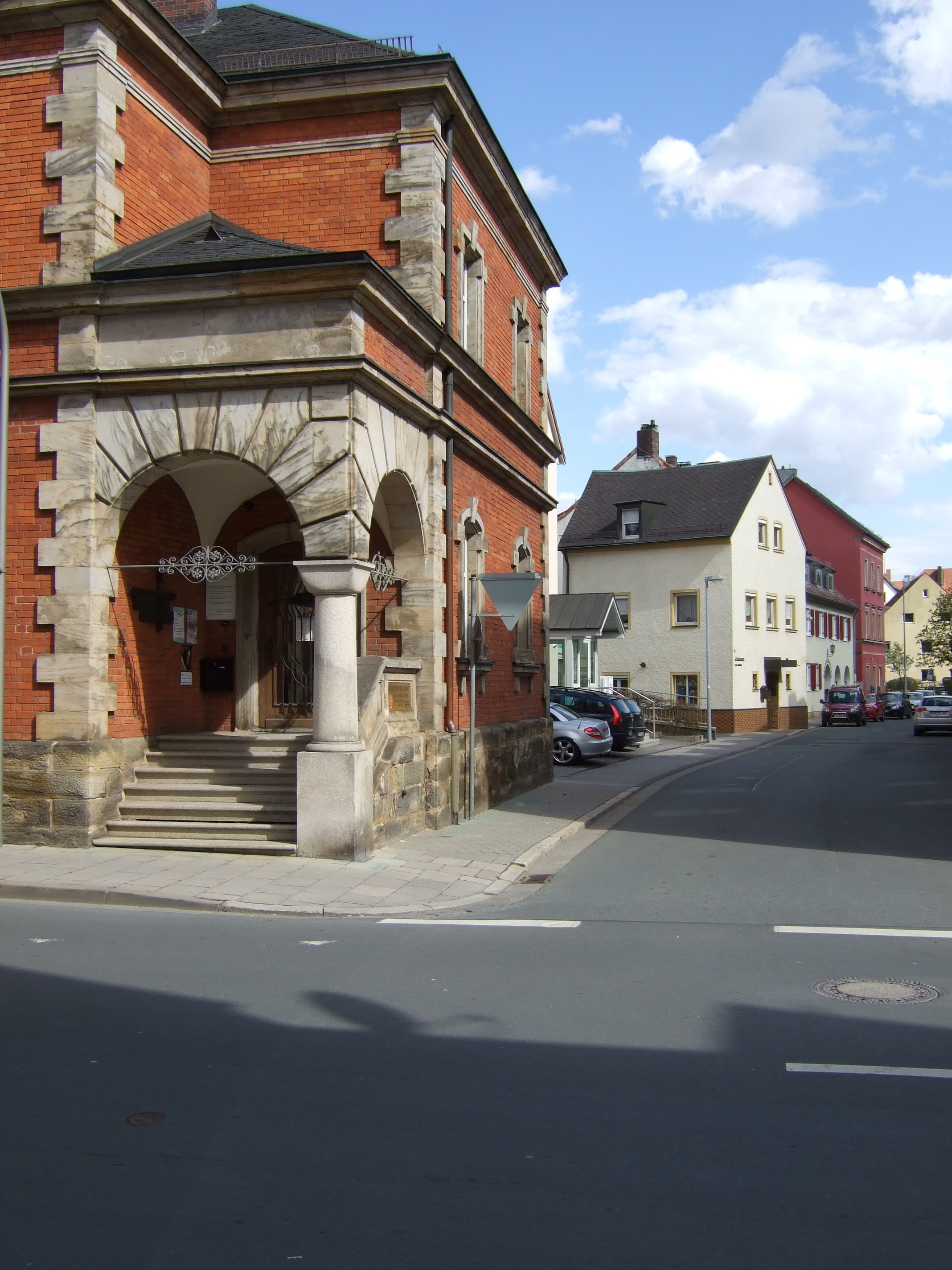
Blick in die Brunnenstraße
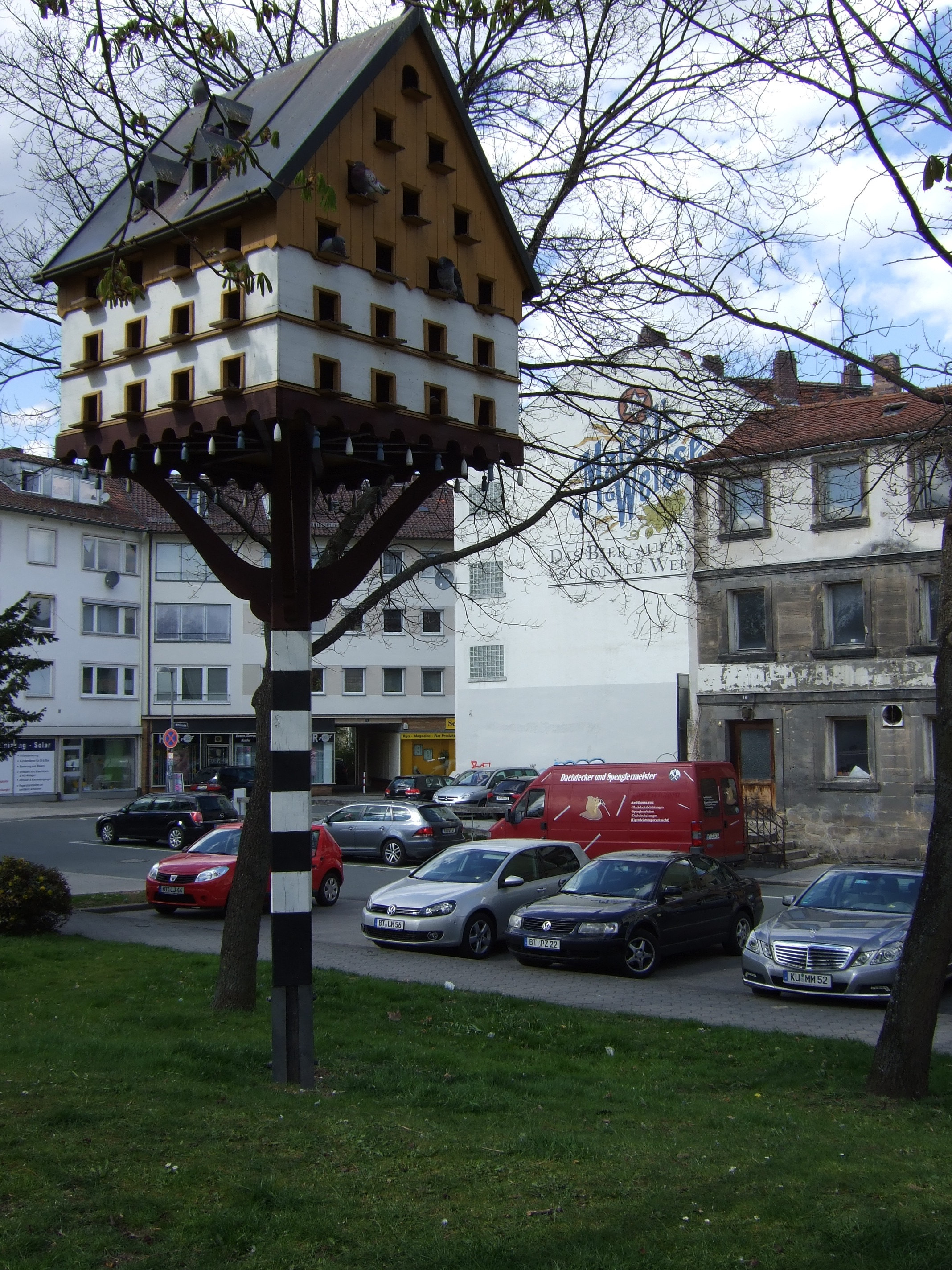
Taubenhaus an der Mainstraße
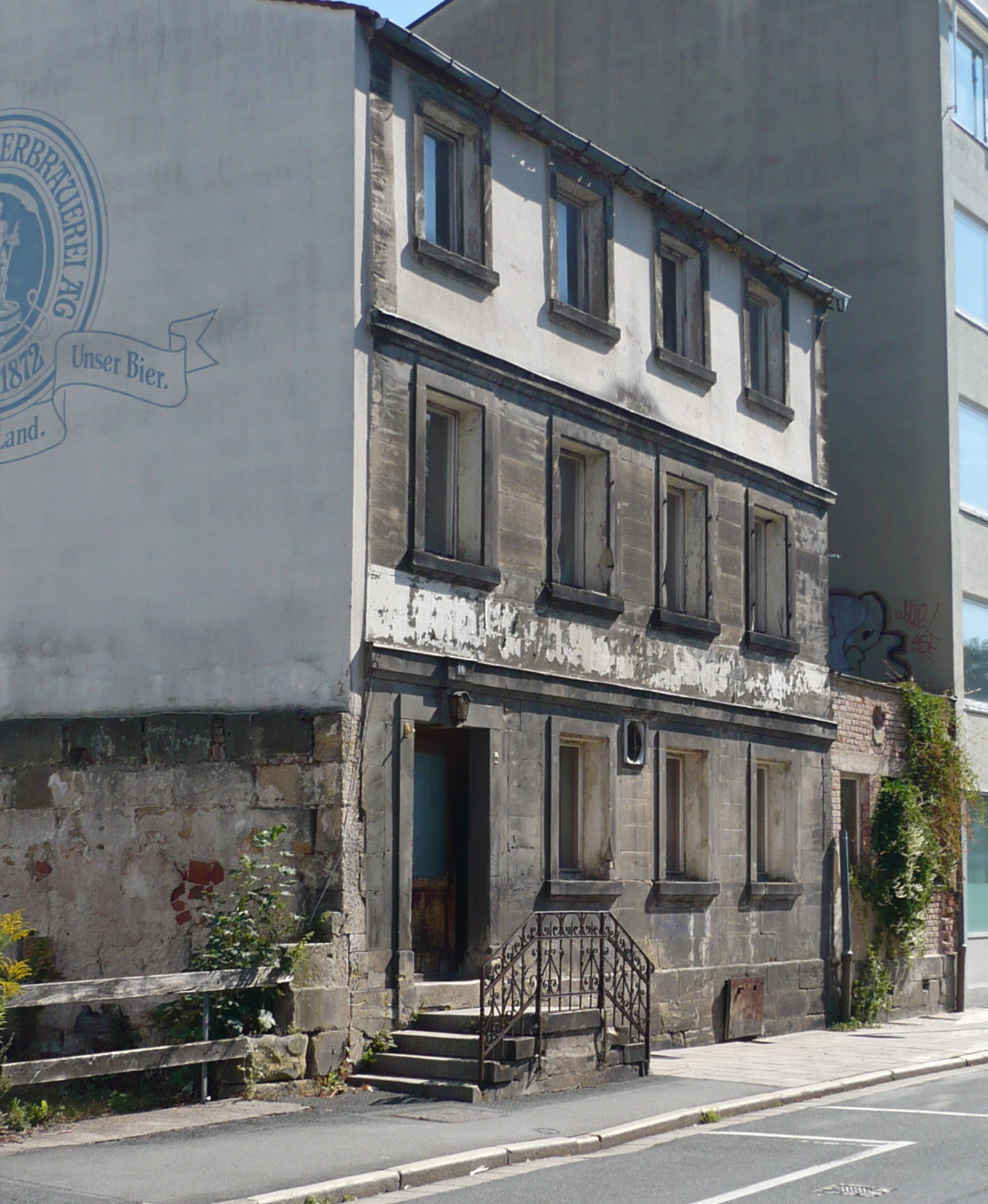
2012 abgerissenes Gebäude der ehem. Gaststätte Frühhaber (seit 1989 Jazzkneipe „Podium“)

### Bahnhofsviertel

Bahnhofstraße um 1910

Erschlossen wurde das Gebiet über eine den Roten Main querende Brücke, die im 16. Jahrhundert mit den Steinen einer – als Folge der Reformation – abgebrochenen Kapelle errichtet wurde. Zur Zeit der Markgräfin Wilhelmine entstand dort die 1752 erbaute Neue Kasernbrücke, die den südlich des Roten Mains gelegenen Abschnitt der Jägerstraße (seit 1889: Luitpoldplatz) mit dem nördlichen (seit 1889: Bahnhofstraße) verband. Nach den Richard-Wagner-Festspielen des Sommers 1904 wurde diese fünfbogige Sandsteinbrücke abgebrochen, da sie sich für die erhöhte Verkehrsbelastung bei den Festspielen sowie den Vieh- und Schweinemärkten als zu schmal erwies. Am 17. Juni 1905 nahm der hierfür angereiste Prinz Ludwig den Taufakt der neuen Brücke als Namenspate selbst vor. Die 15 Meter breite, großstädtisch anmutende Ludwigsbrücke aus Granit des Waldsteins bestand nur bis 1968. Seitdem befindet sich an der Stelle auf dem gedeckelten Roten Main der verkehrsreiche Annecyplatz, was aus heutiger Sicht zu den „Bausünden der Stadtplanung“ gerechnet wird.

Neue Kasernbrücke, Bahnhofstraße und namengebende Mainkaserne, um 1900

Das Empfangsgebäude des Hauptbahnhofs stammt aus dem Jahr 1879, sein von der Post weiterhin genutzter Vorgänger fiel 1945 den Bomben zum Opfer. Am 11. April 1945 zwischen 14.53 und 15.03 Uhr griffen 110 Flugzeuge der 4. Bomber-Gruppe des britischen Bomber Command die von zwei vorhergehenden Angriffen bereits stark beschädigte Stadt an. Aufgrund seiner Lage um den Hauptbahnhof sowie in der Achse zwischen den zu Rüstungsbetrieben umfunktionierten Großspinnereien wurde das Bahnhofsviertel weitgehend zerstört. Da ausländische Zwangsarbeiter bei Fliegerangriffen nicht in die Luftschutzkeller durften, kamen 60 von ihnen unter der Eisenbahnbrücke in der Tunnelstraße ums Leben.

Ludwigsbrücke um 1908

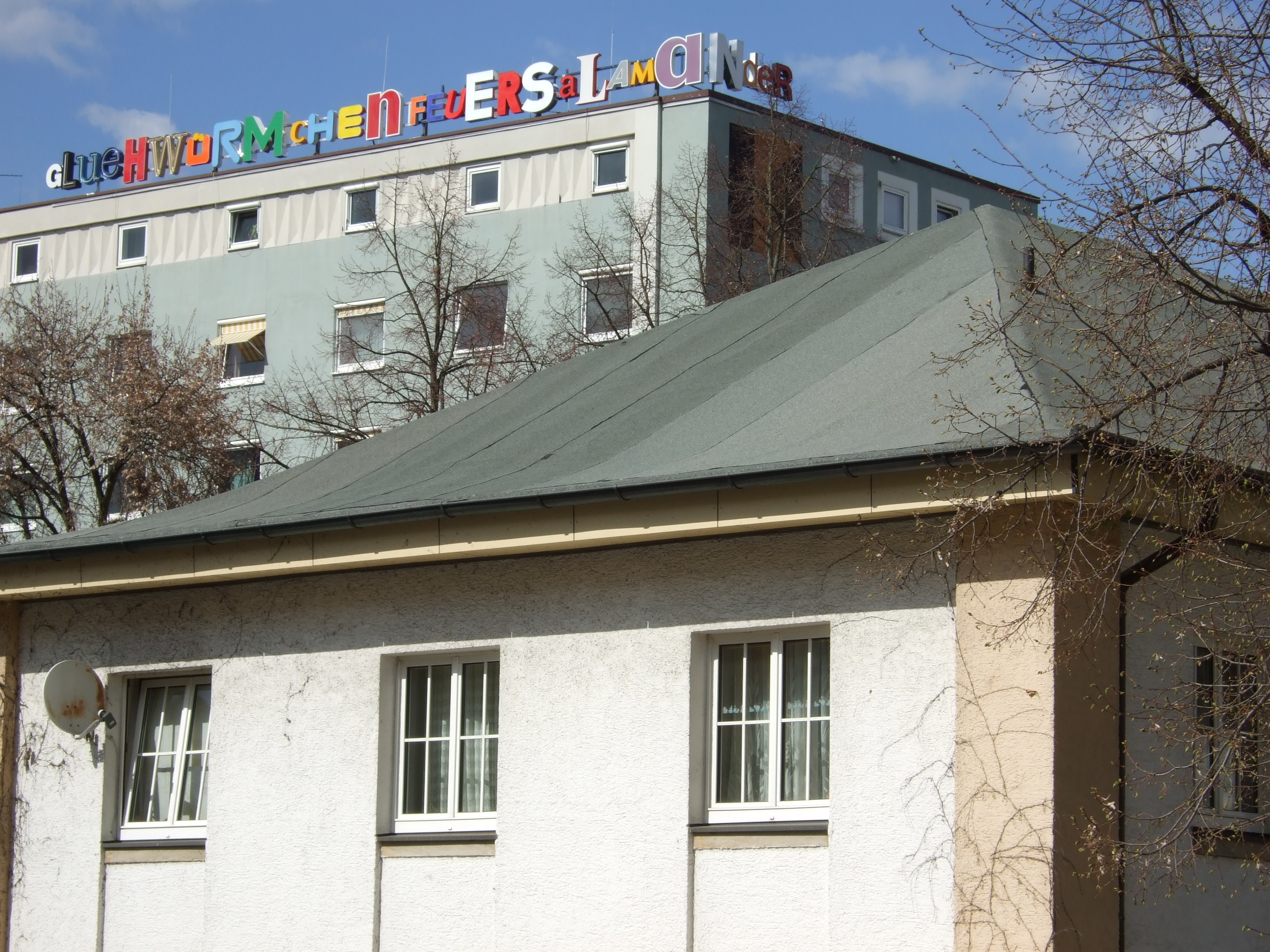
Leuchtschrift Gluehwürmchen Feuersalamander auf dem Kolpinghaus

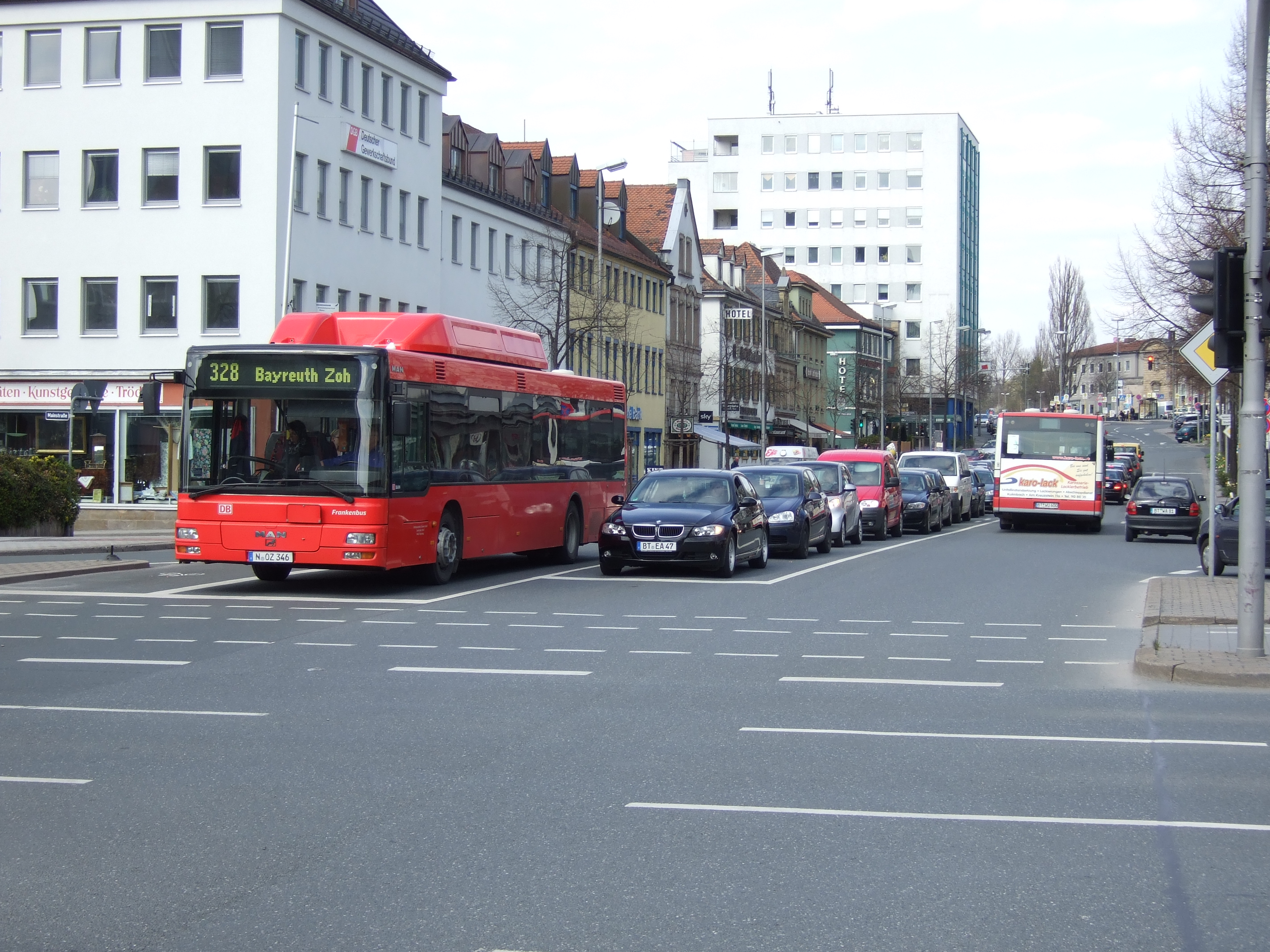
Annecyplatz an der Stelle der Ludwigsbrücke auf dem gedeckelten Roten Main und neues Gebäude Bahnhofstraße 1

An der Bahnhofstraße (vor 1889 Jägerstraße) wurde 1954 die Ruine des einst namengebenden, 1760 nach Plänen von Carl von Gontard erbauten Jägerhauses abgetragen, womit, so der Stadthistoriker Bernd Mayer, die „zweite Zerstörung der Stadt begann“. Das Gebäude diente einst als hochfürstliches Jägerei- und Zeughaus. Reich gegliedert, mit einem über drei Achsen laufenden Portikus, „repräsentierte es in besonderem Maß die damalige Baukunst“. Hinter dem Jägerhaus stand der markgräfliche „Jagdzeugstadel“, Aufbewahrungsort für das umfangreiche Jagdzubehör von Garnen und Netzen bis hin zu Karren und Kutschen. Der Dachfirst dieses langen Gebäudes überragte sogar die davorliegende Mainkaserne und das Jägerhaus selbst. 1956 wurde an der Stelle das Kino „Filmpalast“ eröffnet. Das mit 900 Plätzen seinerzeit größte Lichtspielhaus der Stadt existierte aber nur für wenige Jahre, 1970 wurde das Gebäude an eine Bank verkauft.
Südlich davon lag rechter Hand das 1739 fertiggestellte Sandsteingebäude der Mainkaserne, die das Bombardement vom April 1945 nicht überstand. Markgraf Christian Ernst hatte dort 1601 eine erste Kaserne errichten lassen, unter Friedrich III. erfolgte 1740 ein Neubau nach Plänen von Johann Friedrich Grael. Nach der Verlegung der Garnison im späten 19. Jahrhundert in das neu geschaffene Kasernenviertel diente die Mainkaserne als Wohnhaus für arme Familien. An deren Stelle befindet sich heute das 1959/60 errichtete Neue Kolpinghaus, das zwischenzeitlich als Hotel diente und mittlerweile eine Kindertagesstätte und Studentenwohnungen beherbergt. Auf dem Dach des Gebäudes befindet sich seit 2011 die Leuchtinstallation Gluehwürmchen Feuersalamander des Künstlers Roland Schön.

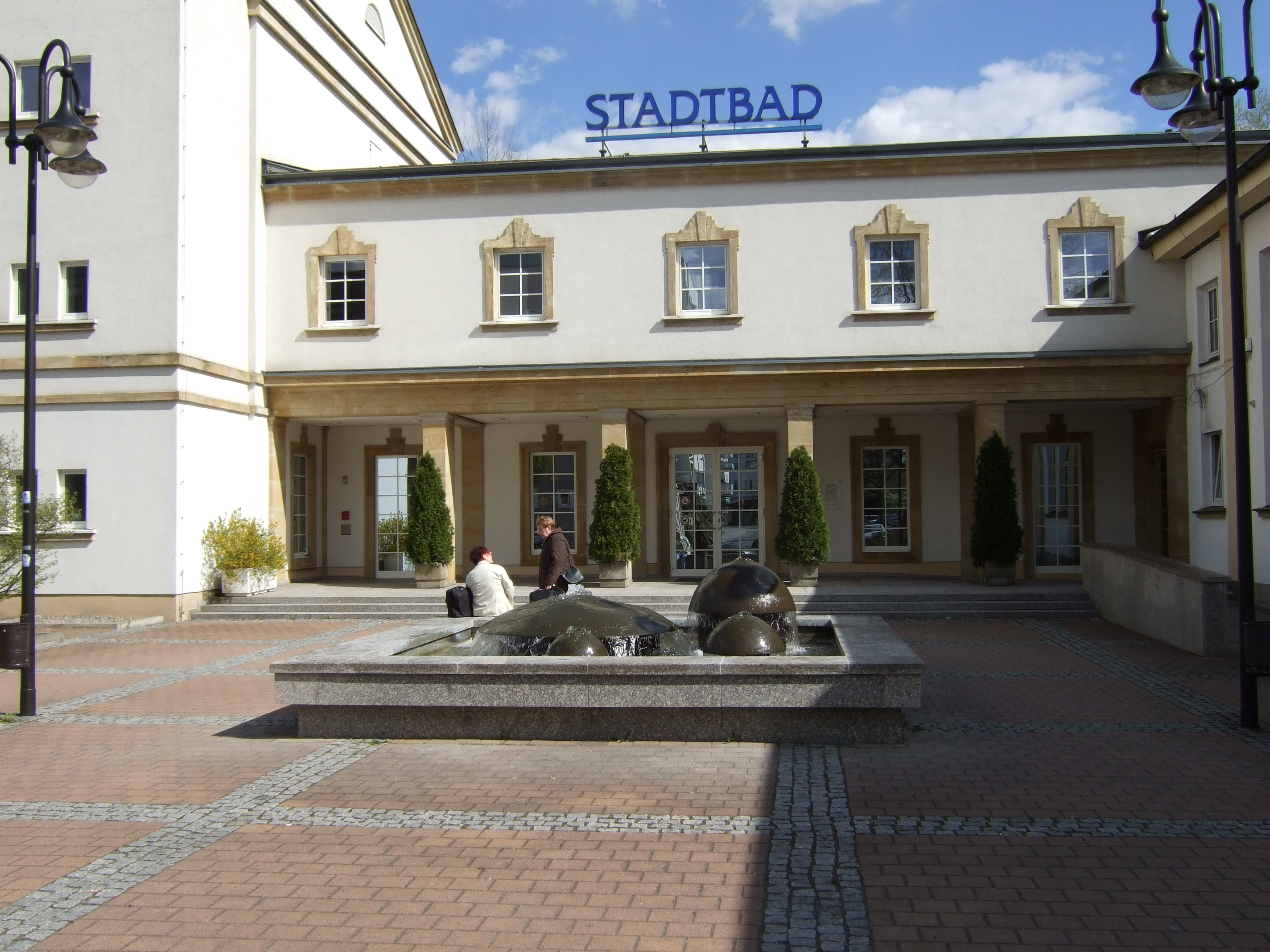
Eingang des Stadtbads

Davor, auf dem einstigen Kasernenhof, wurde Anfang Juni 1959 der erste Verkehrskindergarten in Bayern eingeweiht. Dort konnten Schulkinder in Tretautos und auf Fahrrädern „korrektes Verkehrsverhalten“ üben. Die mit asphaltierten Straßen, Verkehrszeichen, Markierungen und einer ampelgesicherten Kreuzung versehene Anlage musste im Zuge der Deckelung des Roten Mains Ende der 1960er Jahre Parkplätzen weichen.
Östlich davon war mit dem am 14. Dezember 1929 eröffneten Stadtbad das erste öffentliche Hallenbad entstanden. Neben der Schwimmhalle mit einem 25 mal 10 Meter großen Becken verfügte es eine Wannenbadabteilung sowie bereits damals über ein „römisch-irisches Bad“ mit Heißluftraum, Dampfraum und zwei Tauchbecken. Das architektonisch herausragende Jugendstilgebäude hatte man nach modernsten Gesichtspunkten mit Stahlbetonbögen errichtet. Von April 1945 bis November 1949 war das Bad geschlossen, da das Kesselhaus bei den Bombenangriffen beschädigt worden war. In den 1990er Jahren wurde es grundlegend saniert und 1996 wieder in Betrieb genommen, der ehemals römisch-irische Bereich wurde dann bis 2015 als Saunaabteilung betrieben.
In der Bahnhofstraße etablierten sich zahlreiche Gaststätten und Hotels. Mit Gaststätten, Geschäften für den kurzfristigen Bedarf (Bäcker, Metzger) und einigen Spezialgeschäften zählt sie zu den Nebengeschäftsstraßen der Stadt. Im Bereich der Bahnhofstraße sind zwei Kellersysteme kartiert. Sie dienten früher als Lagerräume für Lebensmittel, Bier und Eis, in den letzten Jahren des Zweiten Weltkriegs auch als Luftschutzbunker zum Schutz vor Fliegerbomben. Das größere liegt vier bis fünf Meter unter der Erde westlich der Bahnhofstraße zwischen der Friedrich-von-Schiller-Straße und der Carl-Schüller-Straße, es besteht aus sieben einzelnen Ästen. Der Felsenkeller des ehemaligen Gasthofs Krone östlich der Bahnhofstraße hat eine Gesamtlänge von rund 120 m.
Die Gebäude des Bildungszentrums der Industrie- und Handelskammer (IHK) für Oberfranken am Bahnhofsplatz ziert seit Oktober 1999 die von der Künstlerin Rosalie entworfene „Skulptur in sieben Teilen“ bzw. „Sieben für den Regenbogen“, eine Gruppe von verschiedenfarbigen Fassadenkletterern („Flossies“).

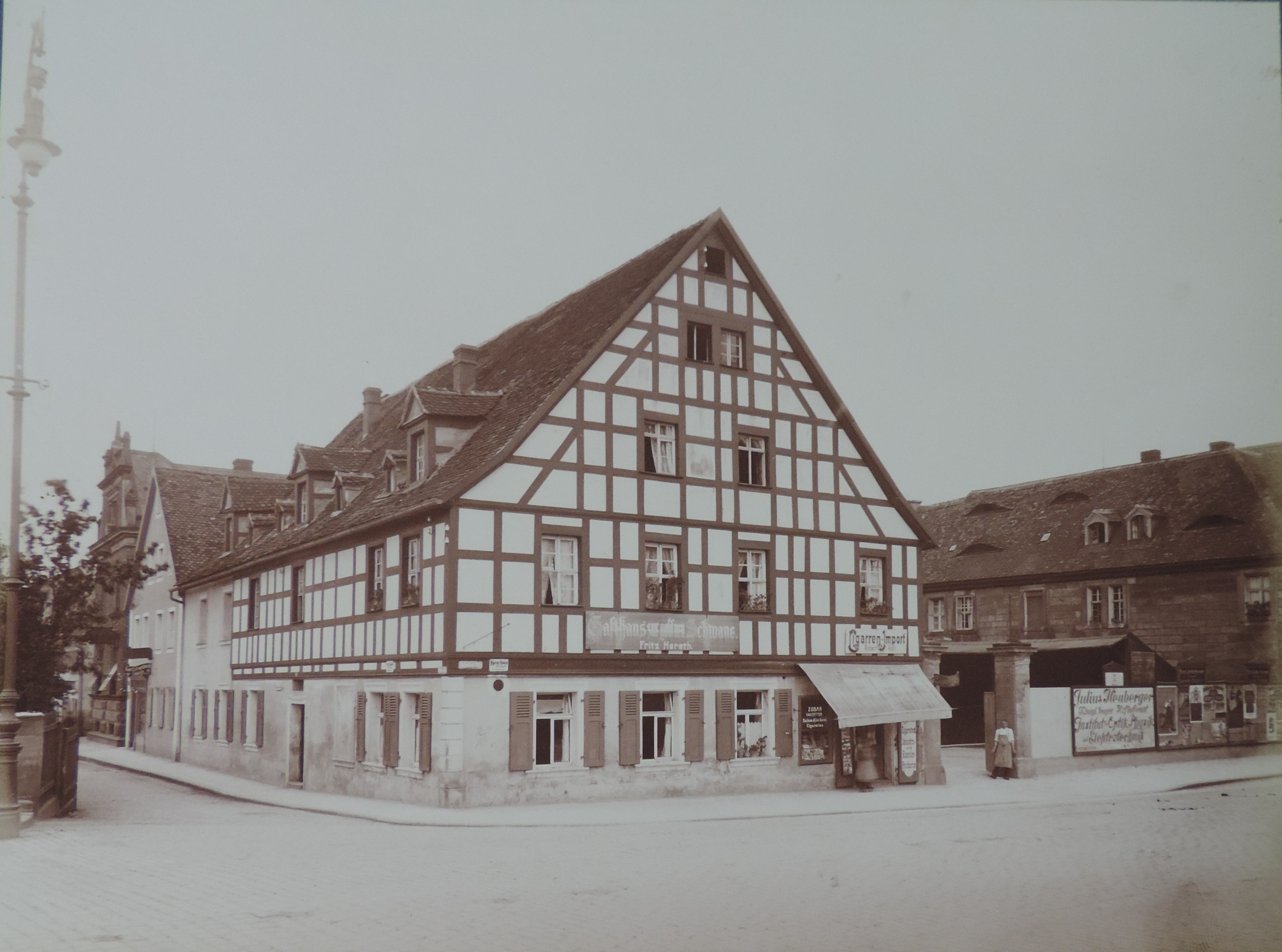
Gasthaus „Zum goldenen Schwan“ (Bahnhofstraße 1), 1945 bei einem Bombenangriff zerstört
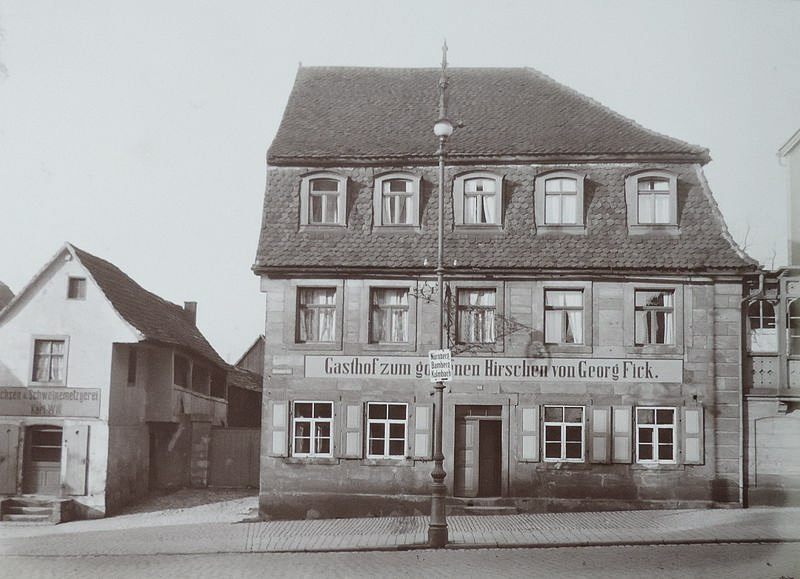
Gasthof zum goldenen Hirschen, Bahnhofstraße 13, um 1910
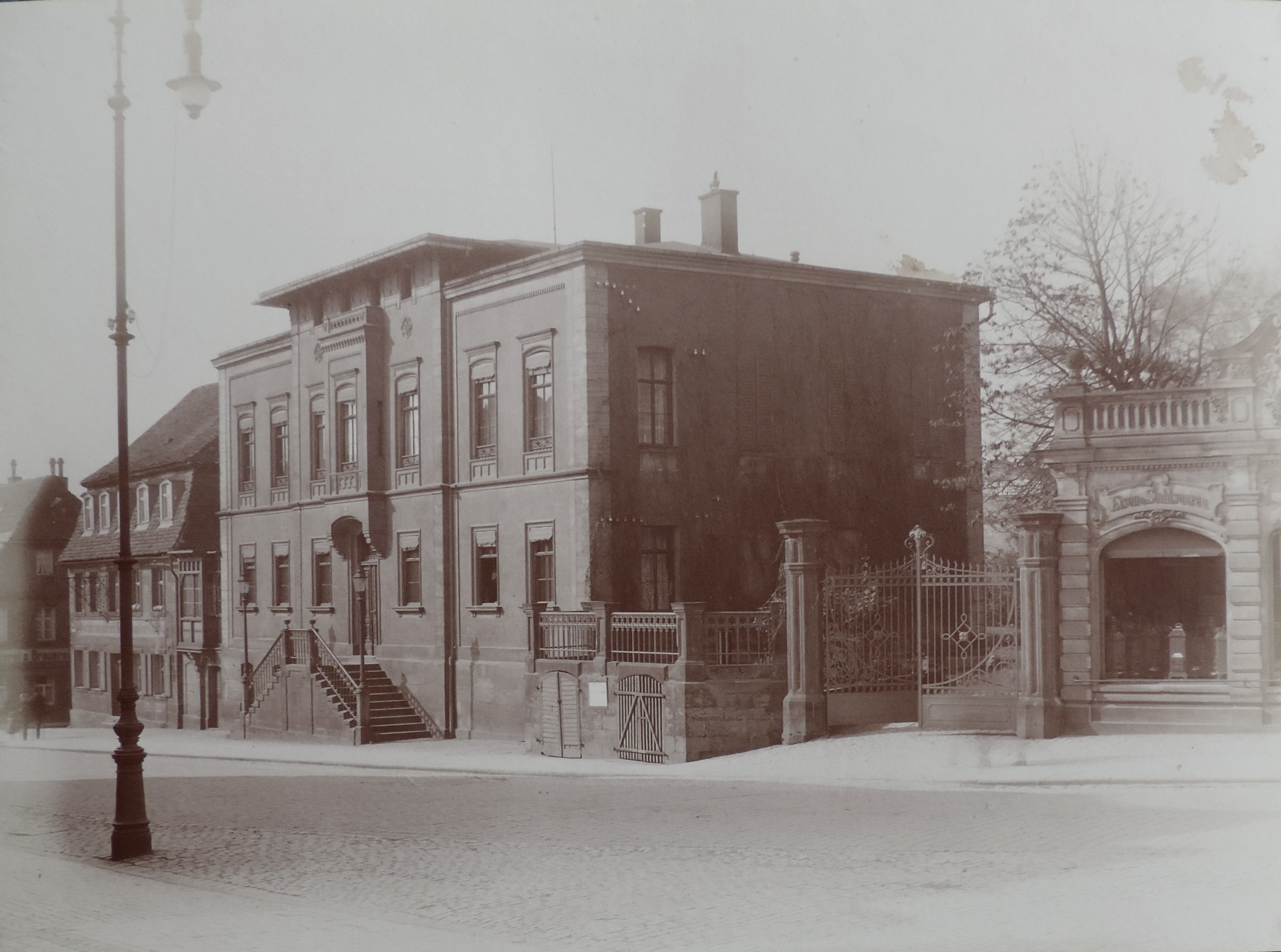
Villa des Bankiers Friedrich Feustel,[44] Bahnhofstraße 15, rechts Eisenhandlung Bauer, beide im April 1945 zerstört
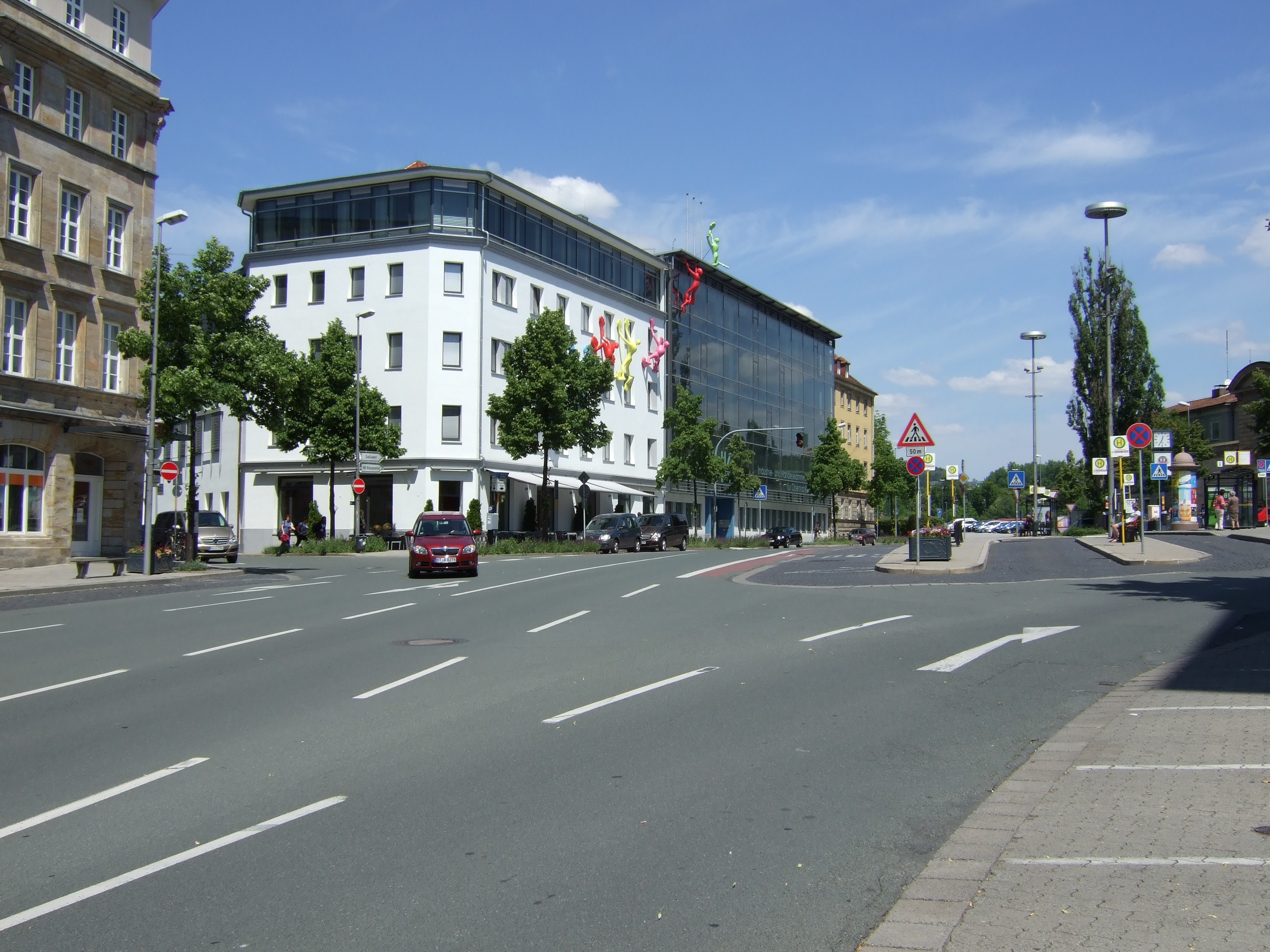
Bahnhofsplatz mit Fassadenkletterern an den Gebäuden der IHK

### Wilhelmsplatz

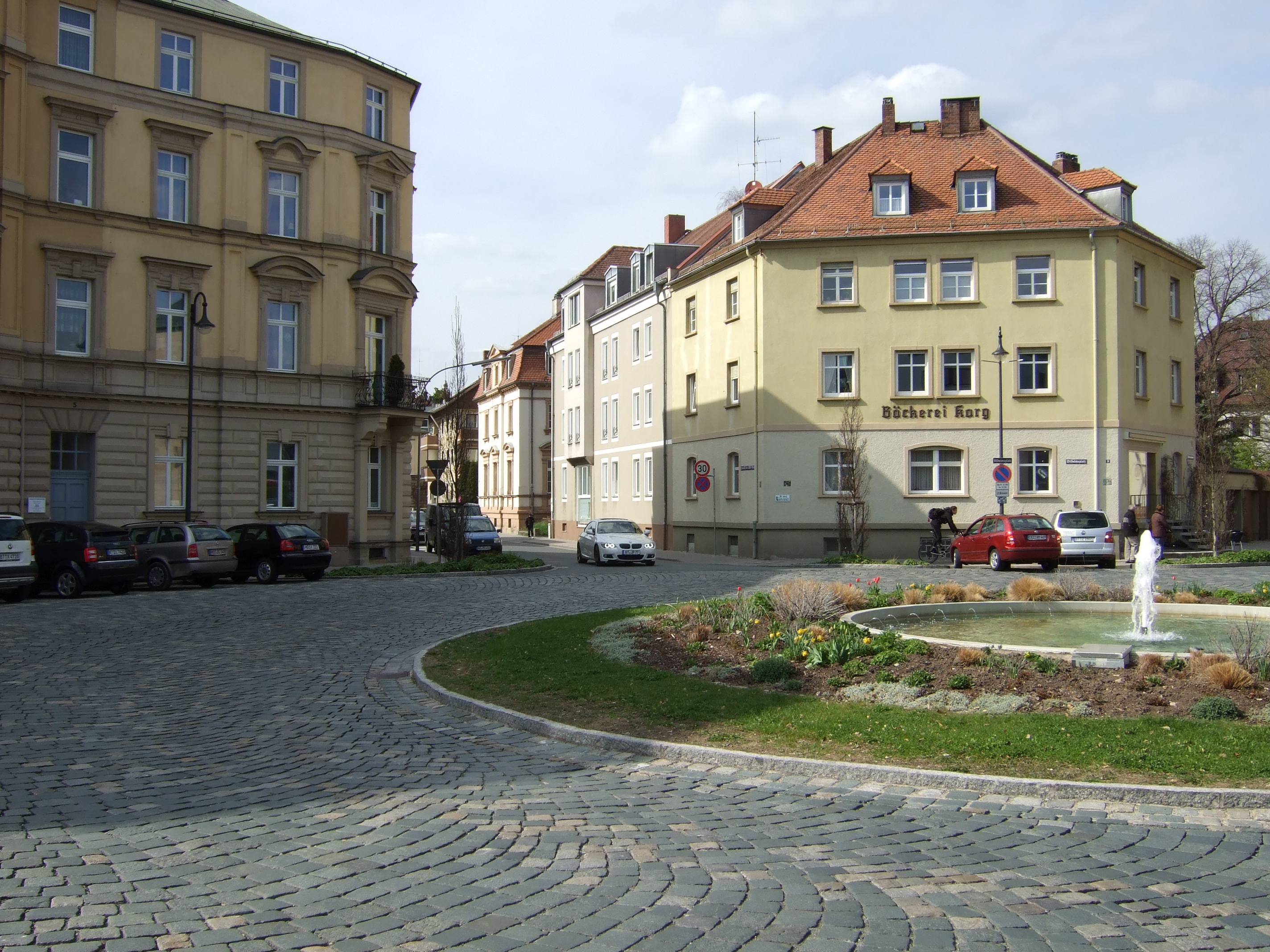
Heutiger Wilhelmsplatz mit Brunnen

Wilhelmsplatz mit der 1905 neu angelegten Nibelungenstraße, um 1906

Wilhelmsplatz im Jahr 1915

Der Wilhelmsplatz wurde in den 1880er Jahren angelegt und nach dem Deutschen Kaiser Wilhelm I. benannt. In der Mitte des kreisrunden Platzes befand sich ein bepflanztes Rondell mit einer hohen Straßenlaterne. Dessen Zaun wurde im Zweiten Weltkrieg 1942 für eine Metallspende entfernt. In der zweiten Kriegshälfte wurde an der Stelle der kleinen gärtnerischen Anlage ein Wasserbassin angelegt, das Löschwasser bei Bombenangriffen vorhalten sollte. Der heute dort befindliche Brunnen stammt aus der Nachkriegszeit.
Der Platz war von mehrstöckigen Gebäuden im Wilhelminischen Stil gesäumt, von denen mehr als die Hälfte während der Bombenangriffe im April 1945 zerstört wurden. An der Nordostseite wurde an der Stelle eines Wohnhauses zwischen 1953 und 1956 eine protestantische Kirche errichtet. Bis dahin gehörte der Neue Weg zur Pfarrei Sankt Georgen, auch alle nördlich des Roten Mains Verstorbenen wurden im dortigen Friedhof bestattet. Die Christuskirche wurde mit ihren drei Türmen zu einem neuen Wahrzeichen des Viertels.
Am Wilhelmsplatz kreuzen sich die Friedrich-von-Schiller-Straße und der Straßenzug Karl-Marx-Straße – Nibelungenstraße, nach Nordosten geht die Goethestraße ab. Karl Herzstein (geb. 15. Februar 1876) lebte im Haus Friedrich-von-Schiller-Straße 5 und betrieb im Haus Nr. 8 ein Textilwarengeschäft. Ein Nachbar zeigte die Familie an, weil sie als Juden „illegal“ einen Luftschutzkeller aufgesucht hätten. Karl und Emma Herzstein wurden deportiert und am 27. März 1942 bei Riga ermordet. Minna Steinhäuser aus der Friedrich-von-Schiller-Straße 14 verlor als Jüdin in Auschwitz ihr Leben; ihr Ehemann, der Viehhändler Max Steinhäuser, starb 1943 im Konzentrationslager Theresienstadt an Entkräftung.
Zwischen der Goethestraße und der Friedrich-von-Schiller-Straße lag die Zuckerwarenfabrik Martin Wirsing. Nach dem Bombenangriff 1945 wurde sie bald wieder aufgebaut und produzierte bis 1965. Heute befindet sich dort eine Parkfläche der Post.

### Spinnereiviertel

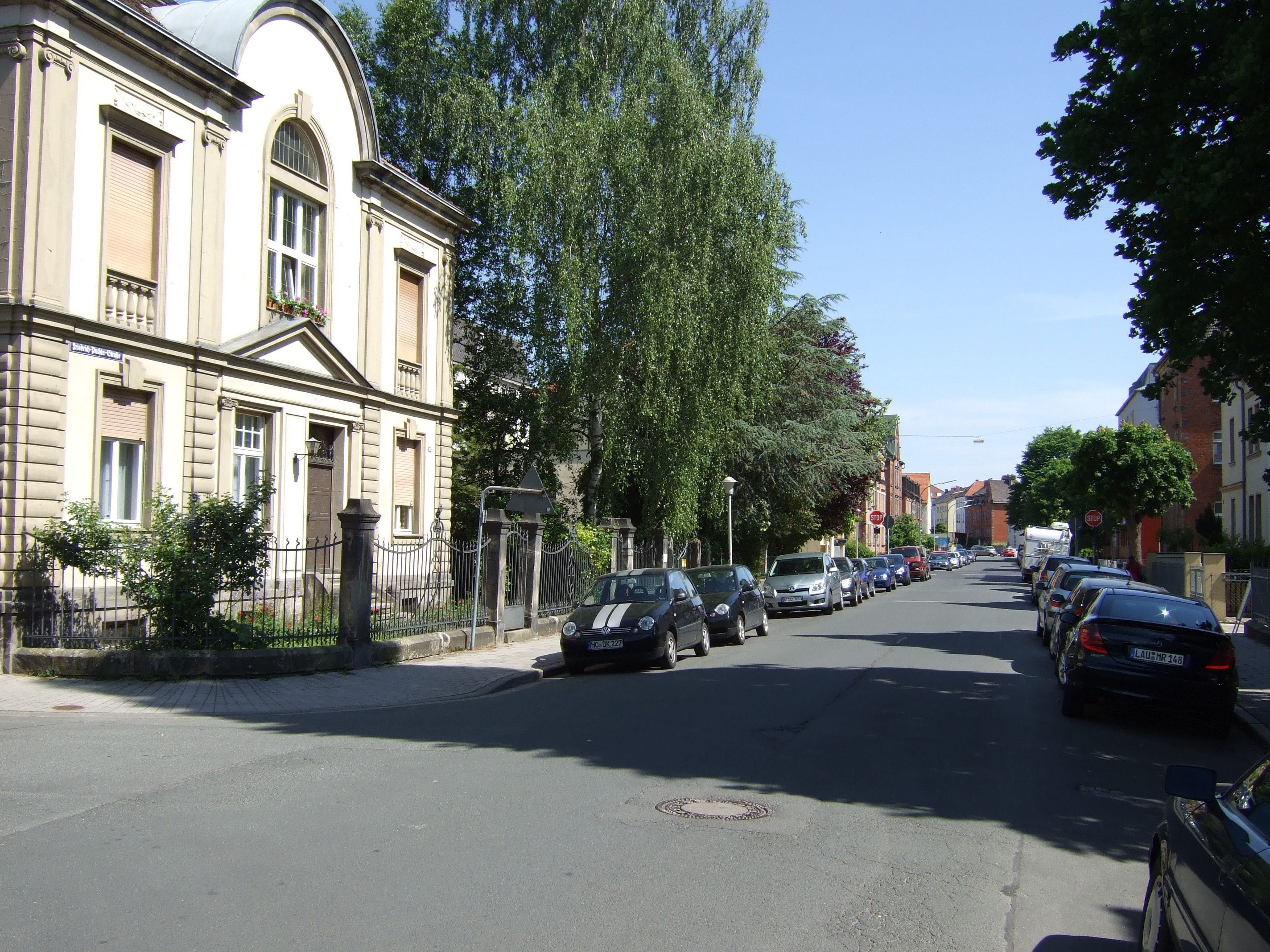
Wilhelminischer Stil in der Friedrich-Puchta-Straße

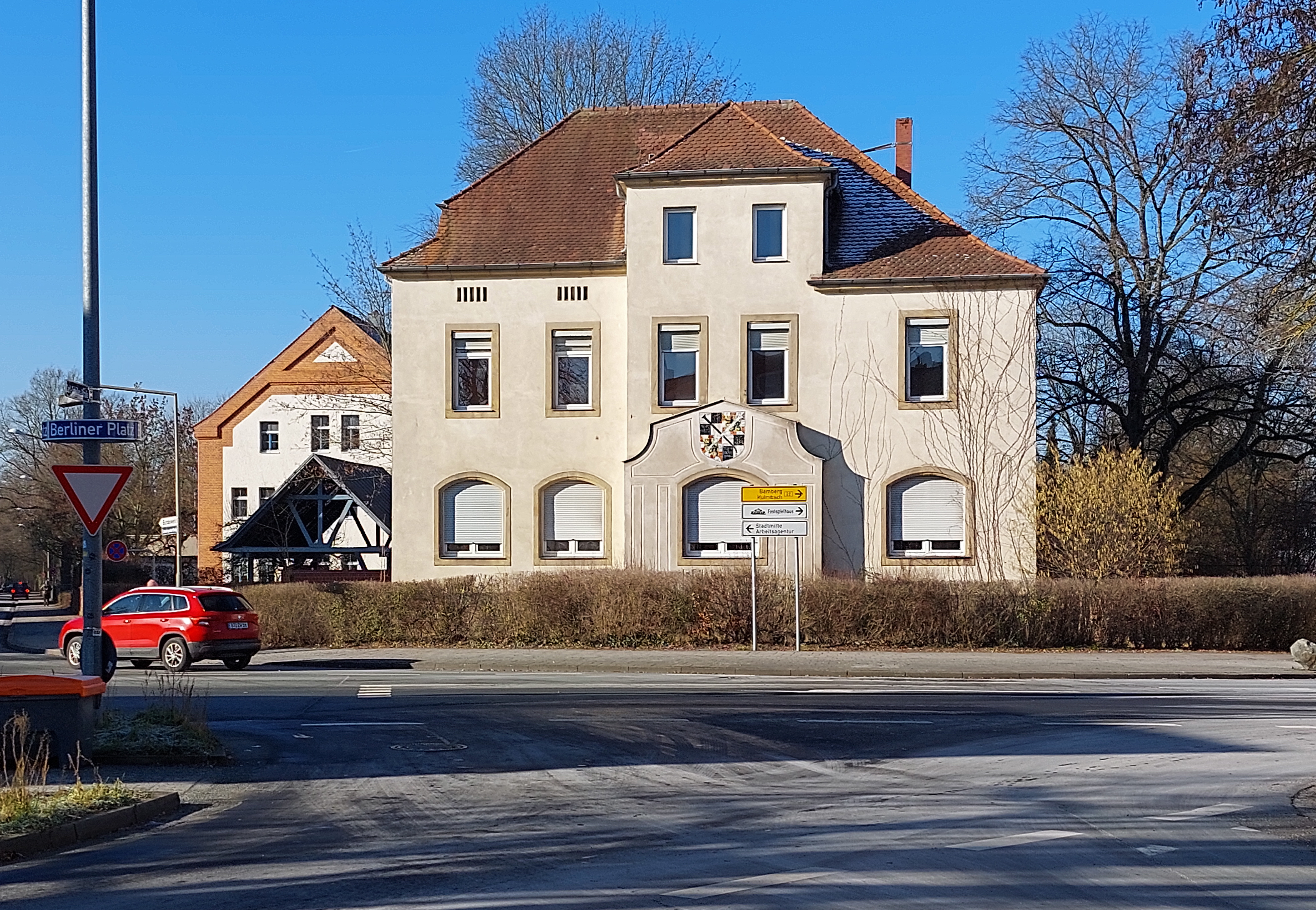
Zum Abbruch vorgesehenes Verwaltungsgebäude des städtischen Elektrizitätswerks am Berliner Platz

Das Spinnereiviertel verdankt seinen Ursprung der an seinem westlichen Rand gelegenen Neuen Baumwollen-Spinnerei von 1889, zu der sich 1894 eine weitere Spinnerei (F. C. Bayerlein) gesellte. Die beiden mehrgeschossigen Großspinnereien bildeten lange das großflächigste Industriegebiet der Stadt. Während des Zweiten Weltkriegs arbeiteten dort Zwangsarbeiter für die Rüstungsindustrie, 1944 wurde auf dem Gelände der Neuen Baumwollen-Spinnerei ein Außenlager des Konzentrationslagers Flossenbürg eingerichtet.
Beide Betriebe sind mittlerweile erloschen, von den Gebäuden wurde lediglich eines erhalten, restauriert und umgenutzt. Dort und auf den freigewordenen Flächen haben sich Gewerbebetriebe, Arztpraxen, das Arbeitsamt und ein Hotel angesiedelt. 1988 zog die Berufsfeuerwehr aus ihrer alten Wache in der Innenstadt in ihr neues Domizil auf dem rückwärtigen Gelände der Neuen Baumwollen-Spinnerei. Die ständige Wache ist rund um die Uhr mit mindestens zehn hauptamtlichen Feuerwehrkräften besetzt. Neben den 51 ausgebildeten Berufsfeuerwehrleuten gibt es rund 390 Personen, die in der Freiwilligen Feuerwehr aktiv sind. Diese setzt sich aus zwölf Abteilungen und zwei eigenständigen Wehren zusammen, die im Einsatzfall auf sieben Löschzüge aufgeteilt sind.
Größtes Unternehmen auf dem Gelände der ehemaligen Neuen Baumwollen-Spinnerei ist heute die Baumaterialien-Handelsgesellschaft AG (BHG), die dort mit 450 Mitarbeitern einen Baustoffhandel und im Franchising einen Baumarkt betreibt. 1921 wurde die BHG von sechs örtlichen Bauunternehmern gegründet und residierte zunächst in der Friedrich-von-Schiller-Straße. 1977 zog der Betrieb in die Gravenreuther Straße um und eröffnete dort einen ersten Baumarkt. 1989 trat die BHG dem Verbund Hagebau bei und bezog 1997 den jetzigen Standort. Auf 43.500 Quadratmeter Grund verfügt sie dort über 12.400 Quadratmeter Verkaufsfläche.
Die am 31. August 1903 gegründete Wohnungsbaugenossenschaft Bauverein Bayreuth errichtete mit den Häusern Gutenbergstraße 5 und 7 im Jahr 1904 ihre ersten beiden Gebäude. Erhalten blieben auch die architektonisch bemerkenswerten „Bauvereinshäuser“ Friedrich-Schiller-Straße 20–22 aus dem Jahr 1922, ähnliche Wohnhäuser beiderseits dieses Ensembles fielen 1984 allerdings dem Bau des Nordrings zum Opfer. An der Friedrich-Puchta-Straße stehen Gebäude aus der Wilhelminischen Zeit, von denen mehrere Villencharakter haben. Zur Casselmannstraße hin schließen Häuser mit Werkswohnungen beider Spinnereien an, die zum Teil vor dem Ersten Weltkrieg, zum Teil in den 1920er Jahren gebaut wurden.
Am 20. Dezember 1909 wurde am heutigen Berliner Platz und der dort abgehenden Eduard-Bayerlein-Straße (von 1910 bis 1933 Herzstraße, benannt nach dem jüdischen Ingenieur Julius Herz) das zweite städtische Elektrizitätswerk als Ersatz für die erste – im Jahr 1900 in der Herzogmühle errichtete – Anlage in Betrieb genommen. Dessen Verwaltungsgebäude soll (Stand 2024) abgerissen und durch einen Neubau der Stadtwerke ersetzt werden.

## Verkehr

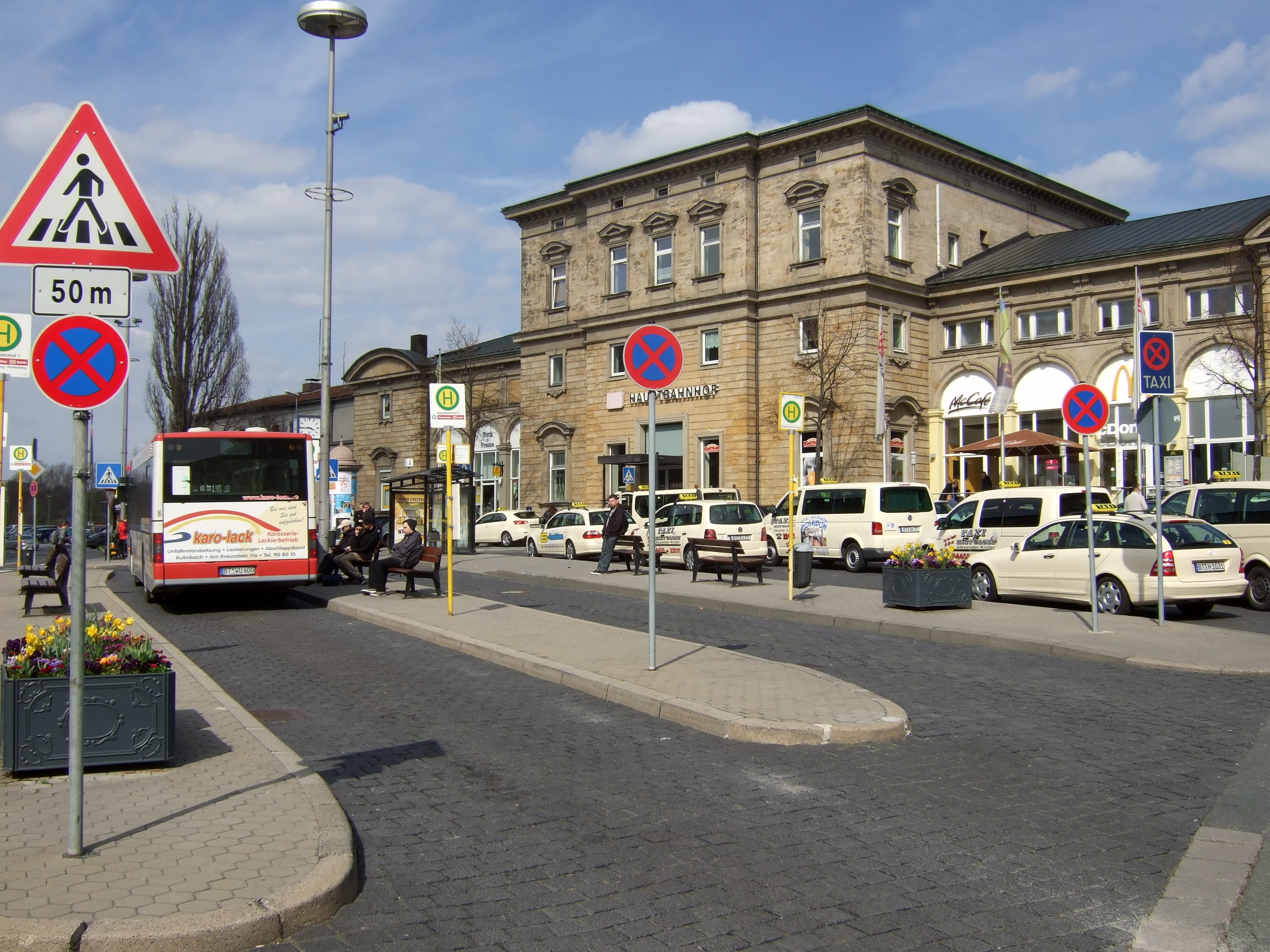
Bahnhofsplatz und Empfangsgebäude des Hauptbahnhofs

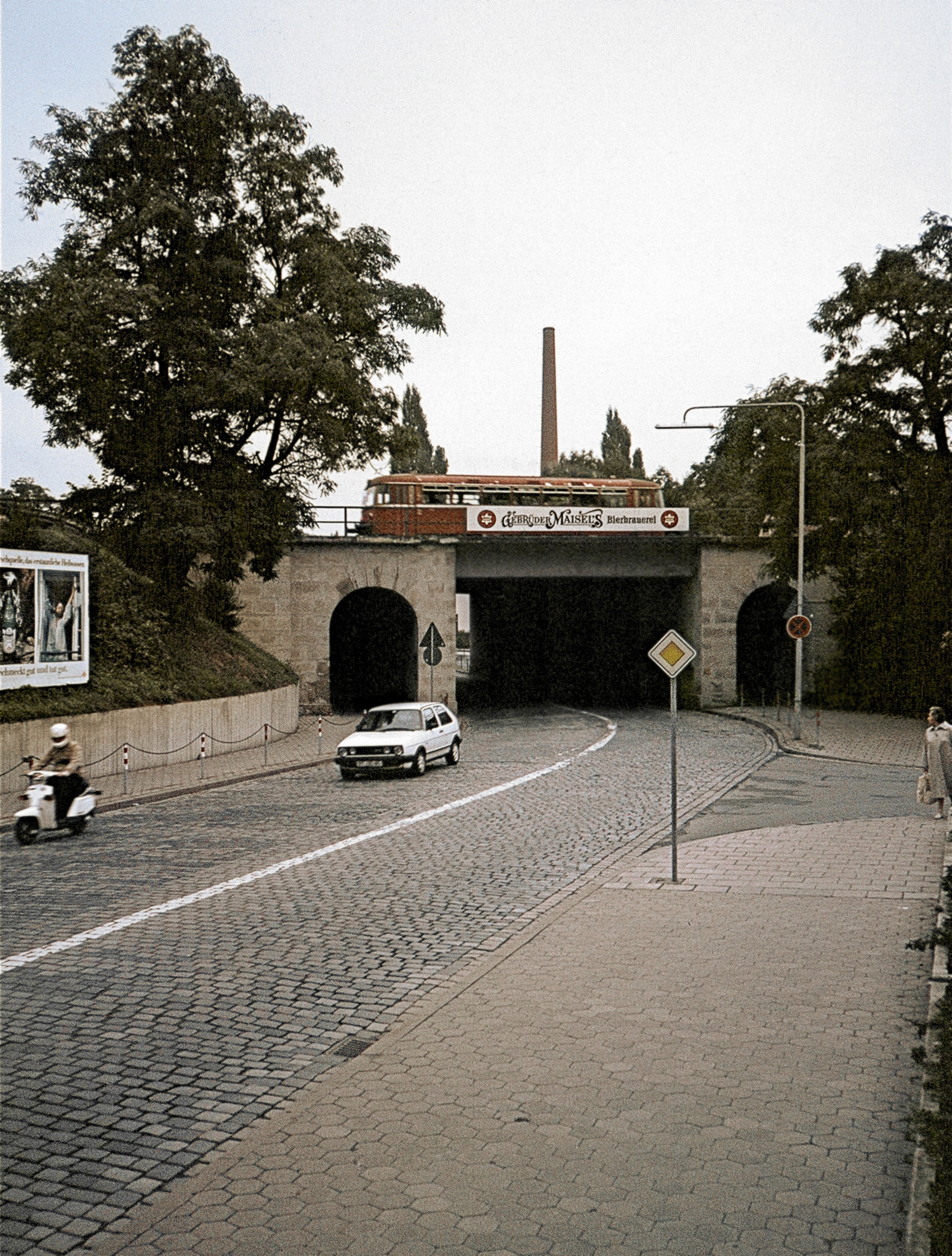
Tunnelstraße (1987)

Verkehrsreichste Achsen sind die Bahnhofstraße – Bürgerreuther Straße und Casselmannstraße – Gutenbergstraße. Beide verlaufen in Nord-Süd-Richtung und werden von städtischen Buslinien bedient. Die einstige Hauptachse entlang der unteren Schulstraße und der Karl-Marx-Straße hat nur noch untergeordnete Bedeutung. Ost-West-Achse ist die Carl-Schüller-Straße von der Bahnhofstraße zum Berliner Platz. 1985 wurde als Tangente nördlich des Spinnereigeländes der Nordring fertiggestellt. Er verband zunächst die Hindenburg- mit der Meistersingerstraße und wurde 1994 mit der Eröffnung seiner Fortsetzung in Richtung Industriegebiet Sankt Georgen (Hofer Straße) zu einer Hauptverkehrsader.
Von der Bahnhofstraße zweigt nach Osten die Tunnelstraße ab, die ihren Namen von einer Unterführung unter den Eisenbahngleisen nach Weiden und Nürnberg hat. Die Hauptstraße in den Stadtteil Sankt Georgen ersetzt seit 1904 einen niveaugleichen Bahnübergang, der am südlichen Bahnhofskopf zahlreiche Gleise querte. Bis zum Bau der Albrecht-Dürer-Straße war sie zudem Teil der Bundesstraße 2.
Knotenpunkte im öffentlichen Verkehr sind der Hauptbahnhof mit seiner von zahlreichen Linien angefahrenen Bushaltestellenanlage. Am Bahnhofsplatz und in der nahen Goethestraße verkehren Buslinien des Verkehrsverbunds Großraum Nürnberg (VGN) im Stadt- und Regionalverkehr. Mehrmals täglich halten auch Fernbusse verschiedener Unternehmen, vorwiegend in der Relation Berlin–München.

## Heutige Situation
Die alliierten Bombenabwürfe von 1945 setzten dem Gebiet sehr zu. Abrisse und Neubauten in der Nachkriegszeit haben sein Aussehen zudem stark verändert.